# Mamuju
Mamuju è una città posta sulla costa centro-occidentale della grande isola del Celebes, detta Sulawesi in lingua locale.
È il capoluogo della provincia recentemente istituita di Sulawesi Occidentale e con una popolazione di oltre 100 000 abitanti (erano 60 000 nel 1991) è un centro piuttosto piccolo e tranquillo, rispetto agli altri capoluoghi dell'isola.